# UBSプラザ
UBSプラザ (UBS Plaza) は、アメリカ合衆国ミネソタ州セントポール中心部にある25階建てのオフィスビル。隣接するブリーマー・タワー (Bremer Tower) と共通の開発計画の一部として、1980年に完成した。UBSフィナンシャル・サービスや、建築事務所TKDA、いくつもの法律事務所などが入居している。

## 歴史
1980年に完成した当初は、コンウェッド・タワー (Conwed Tower) という名称であった。1987年に、メリター・モーゲージ・コーポレーション (the Meritor Mortgage Corporation) が最上部の2階分に入居し、名称はメリター・タワー (Meritor Tower) に変わった。当初、このタワーはリミテッド・パートナーシップの共同事業体（コンソーシアム）が所有していたが、訴訟を通して財務上の問題が明らかになったことを踏まえ、セントポール港湾局 (Saint Paul Port Authority) に所有権が移された。1993年には、パイパー・ジャフレイがオフィスをこの建物に移し、タワーはパイパー・ジャフレイ・プラザ (Piper Jaffray Plaza) に改名された。
2012年、このタワーはRAITフィナンシャル・トラストに売却され、2017年にはCIG-UBSが1400万ドルで買収した。

### MPRラクーン
2018年6月12日、市街地に紛れ込んで行き場を失った一匹のアライグマ（ラクーン）が、このタワーの22階までよじ上り、インターネット上で大きな話題となり、捕獲しようとする試みがなされる中で、多数の見物人が出た。このアライグマがよじ上っていく様子はライブ配信され、地元のテレビ局によってカバーされた。
インターネット上での騒ぎは、地元のミネソタ・パブリック・ラジオ (MPR) のレポーターによるツイッターへの投稿がきっかけだったため、このアライグマは、ハッシュタグの「#mprraccoon」から、「MPRラクーン (MPR Raccoon)」と称された。
アライグマは翌日未明、午前2時30分に、25階建てのこのビルの屋上まで到達し、キャットフードを仕掛けてあった罠で捕獲された。